# 대한민국 국제 방위산업전시회
대한민국 국제 방위산업전시회(大韓民國國際防衛産業展示會, Korea Army International Defense Industry Exhibition, KADEX)는 2024년 시작된 한국 육군협회 주최의 방위산업전시회이다. 방산 관련 기업들이 최신 무기 및 기술을 선보이는 플랫폼으로, 국내외의 군 관계자, 전문가, 산업 관계자들이 모여 최신 동향과 혁신 기술을 공유하는 중요한 행사이다.

## KADEX 2024
2024년 10월 2일부터 6일까지 계룡시 주최 계룡軍문화축제, 육군 주최 지상군페스티벌과 함께 충청남도 계룡대에서 개최되었다.
15개국 365개 기업들이 1432개 부스를 꾸렸으며, 27개 국가에서 46개 대표단이 방문하였다.
육군협회에서 주최, 메쎄이상이 주관하며 대한민국 국방부, 산업통상자원부, 국가보훈부, 대한민국 육군, 방위사업청, 충청남도, 계룡시, 국방과학연구소, 국방기술품질원, 국방기술진흥연구소, 국방홍보원, 한국방위산업진흥회, 대한민국군수산업연합회, 한국국방외교협회 등에서 후원하였다.

### 참가기업
롯데렌탈, 버넥트, 비츠로셀, 빅텍, 에스피지, 엠젠솔루션, 우리별, 이삭엔지니어링, 컨텍, 휴니드테크놀러지스, STX엔진, 기아, 퍼스텍, 
한화오션, 현대로템, 현대위아, 다산기공, 엘아이지넥스원
퍼스텍, 풍산, 한화시스템, 한화에어로스페이스, 이노스페이스, 네온테크, 한화에어로스페이스, 메가존클라우드, 이에이트
, 케이알엠, 나노씨엠에스, 대상, 동원에프앤비, 바이네르, 트렉스타 등이 참가하였다.

### 참가기관
국방기술품질원, 한국건설기술연구원, 사이버안보연구소, 한국국토정보공사, 한국기계전기전자시험연구원, 충북경제자유구역청, 충남정보문화산업진흥원, 경기테크노파크, 한국국토정보공사, 한국대드론산업협회, 농수산식품거래소 등이 참가하였다.

## 참고문헌
1. ↑  박성원, ‘2024계룡軍문화축제·지상군페스티벌·KADEX’ 동시 개최, 디트뉴스2024, 2024.09.10
2. ↑  “kadex설명”.
3. ↑  “지상무기전시회 'KADEX 2024' 폐막…15개국 365개사 참여”. 《뉴스1》. 2024년 10월 6일.
4. ↑  서욱, 국내 최대 지상군 방산전시회 ‘KADEX 2024’, 역대 최대 규모 기술발표회 개최, SDG뉴스, 2024.09.06
5. ↑  권상재, 충남도, KADEX 성공개최·국방기관 유치 ‘총력’, 충청뉴스, 2024.07.04
6. ↑  이종도, 방산전시회 KADEX, 록히드 마틴 등 글로벌 방산기업 신청 잇따라, 이투뉴스, 2024.05.27

## 같이 보기
- 서울 ADEX